# Parabarbonema barba
Parabarbonema barba är en rundmaskart som beskrevs av John Inglis 1964. Parabarbonema barba ingår i släktet Parabarbonema och familjen Leptosomatidae. Inga underarter finns listade i Catalogue of Life.